# Les Compagnons de la Chanson

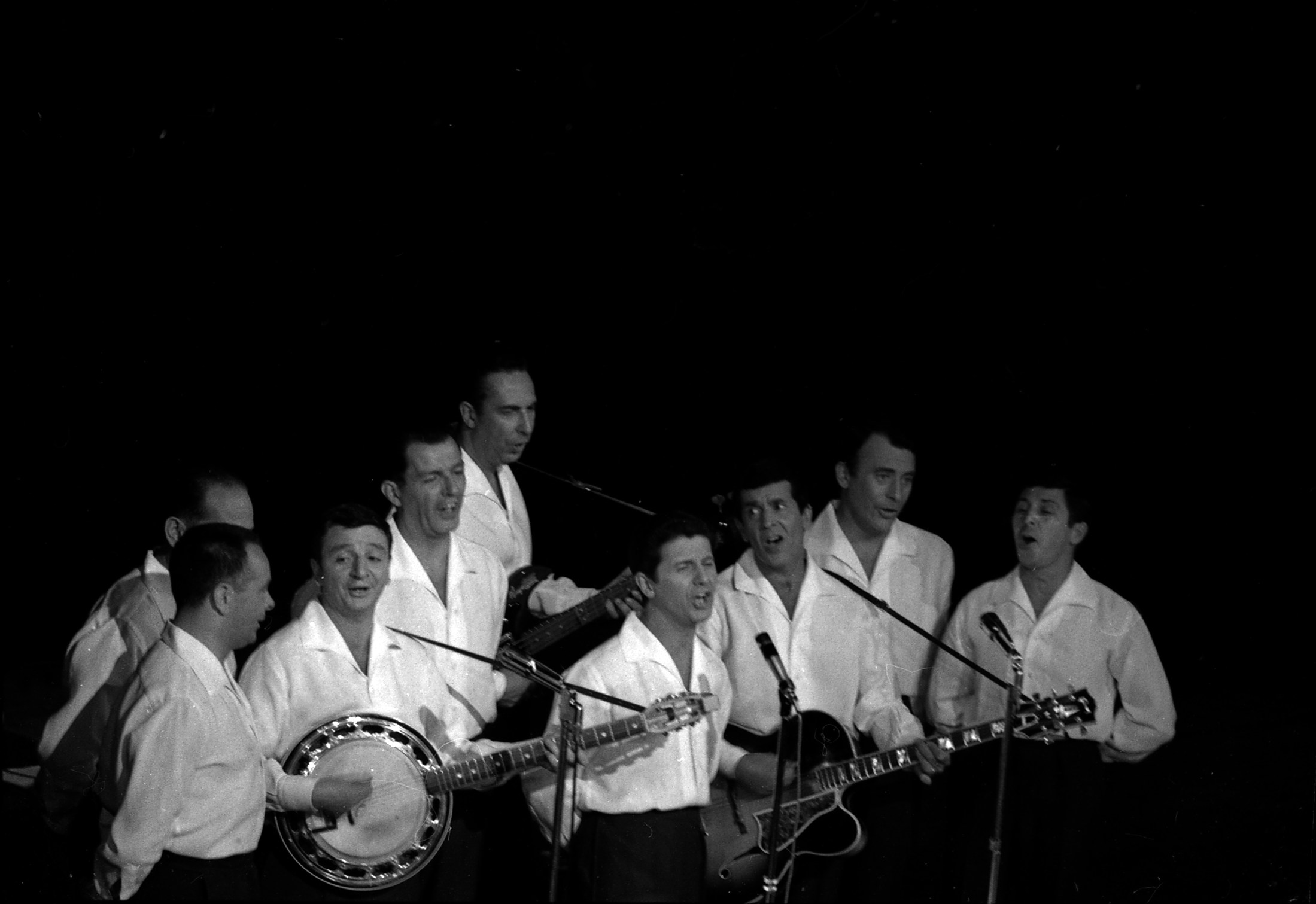

A Les Compagnons de la chanson francia énekegyüttes volt, amelyet 1946-ban alapítottak egy korábbi, 1941-ben, Lyonban alapított együttesből. Legismertebb daluk a „Les trois cloches” volt, amelyet Édith Piaffal vettek fel 1946-ban.
Az együttes általában nyolc-kilenc tagból állt. Franciaországszerte is népszerűek voltak, és szerepeltek olykor külföldön is. 1985-ig folytatták a fellépéseiket.

## Tagok
- Fred Mella (1924-), szólista
- René Mella (1926-2019), tenor
- Jean Broussolle (1920-1984), bariton
- Guy Bourguignon (1920-1969), bendzsó
- Jean-Louis Jaubert (1920-2013), bendzsó
- Hubert Lancelot (1923-1995), bariton
- Jean-Pierre Calvet (1925-1989), tenor
- Gérard Sabbat (1926-2013), bariton
- Jo Frachon (1919-1992), alt

## Lemezválogatás
- Allez savoir pourquoi
- Alors raconte
- Au temps de Pierrot et Colombine
- Ce bonheur-là
- Céline & Édith Piaf
- Ce n'est pas un adieu
- Cheveux fous et lèvres roses
- Comment va la vie
- Dans les prisons de Nantes & Édith Piaf
- Doux c'est doux
- Gondolier
- Je reviens chez nous
- Kalinka
- La Chanson de Lara
- La chorale
- La Costa Brava
- La grande dame
- La gymnastique
- La licorne
- La longue marche
- La mamma
- La Marie
- La mouche
- La petite Julie
- Le bleu de l'été
- Le chant de Mallory
- Le galérien
- Le marchand de bonheur
- L'enfant de bohème
- Le prisonnier de la tour
- Les aventuriers
- Les cavaliers du ciel
- Les comédiens
- Les couleurs du temps
- Yellow Submarine
- Les trois cloches & Edith Piaf
- Le temps des étudiants
- Mon espagnole
- Parle plus bas
- Perrine était servante
- Roméo
- Si tous les gars du monde
- Si tu vas à Rio
- Tom Dooley[1]
- Un Mexicain
- Verte campagne
- Y aura toujours